# Sprimont
Sprimont este o comună francofonă din regiunea Valonia din Belgia. Comuna este formată din localitățile Sprimont, Dolembreux, Gomzé-Andoumont, Louveigné și Rouvreux. Suprafața totală a comunei este de 74,28 km². La 1 ianuarie 2008 comuna avea o populație totală de 13.211 locuitori. 